# Mistrovství světa v házené mužů 1954
2. mistrovství světa  v házené proběhlo ve dnech 13. – 17. ledna ve Švédsku.
Mistrovství se zúčastnilo šest mužstev, rozdělených do dvou tříčlenných skupin. Vítězové skupin hráli finále, týmy na druhém místě hrály o třetí místo a týmy na třetím místě o páté místo. Hrací doba byla 2 x 25 minut - (v současnosti se hraje 2 x 30 minut). Poprvé proběhla kvalifikace, zatím bez mimoevropských týmů. Reprezentace Německa byla složena z hráčů NDR a SRN.
Roli favorita splnili hráči Švédska, kteří přesvědčivě vyhráli všechna utkání a stali se po zásluze mistry světa. Zklamání naopak zavládlo v Dánsku, které bylo považováno za jednoho z favoritů na medaili, ale po překvapivé prohře s Československem na ně zbylo pouze páté místo. Právě Československo způsobilo na šampionátu největší senzaci nejen vítězstvím nad Dánskem, ale hlavně svojí hrou.
Československá reprezentace předvedla na šampionátu odlišnou koncepci hry charakteristickou pro čs. školu. V té době bylo zvykem, že byli hráči specializováni na obránce, záložníky a útočníky, a že základní sestava hrála prakticky celé utkání. Čs. hra spočívala v tom, že každý hráč byl obráncem a zároveň i útočníkem a kdy se hráči pravidelně v zápase střídali jako v hokeji, aby mohli hrát celé utkání v plném tempu. Čs. hráči předvedli také novinky ve střelbě na bránu z křídla a z výskoku nebo tzv. zadovku. Novinkou byl i styl hry čs. brankářů, kteří se nevrhali po míči jako ve fotbale, ale vyráželi míč také nohama.

## Výsledky a tabulka

### Skupina A
|    |         | SWE   | TCH   | DEN   | V | R | P | Skóre | B |
| 1. | Švédsko | ***   | 23:14 | 16:8  | 2 | 0 | 0 | 39:22 | 4 |
| 2. | ČSR     | 14:23 | ***   | 18:13 | 1 | 0 | 1 | 32:36 | 2 |
| 3. | Dánsko  | 8:16  | 13:18 | ***   | 0 | 0 | 2 | 21:34 | 0 |

 Švédsko -  Dánsko 16:8 (7:5)
13. ledna 1954 - Göteborg
 ČSR -  Dánsko 18:13 (9:8)
14. ledna - Jönköping
 Švédsko -  ČSR 23:14 (10:6)
15. ledna 1954 - Örebro

### Skupina B
|    |           | GER  | SUI   | FRA   | V | R | P | Skóre | B |
| 1. | Německo   | ***  | 20:9  | 27:4  | 2 | 0 | 0 | 47:13 | 4 |
| 2. | Švýcarsko | 9:20 | ***   | 11:11 | 0 | 1 | 1 | 20:31 | 1 |
| 3. | Francie   | 4:27 | 11:11 | ***   | 0 | 1 | 1 | 15:38 | 1 |

 Německo -  Francie 27:4 (12:1)
13. ledna 1954 - Kristianstad
 Švýcarsko -  Francie 11:11 (2:3)
14. ledna 1954 - Malmö
 Německo -  Švýcarsko 20:9 (10:5)
15. ledna 1954 - Lund

### Finále
Švédsko -  Německo	17:14 (8:5)
17. ledna 1954 - Göteborg

Branky: Almqvist 5, Akerstedt 3, Lindkvist 3, Stockenberg 3, Larsson, Moberg, Olsson - Hebel 3, Käsler 3, Maychrzak 3, Giele 2, Podolske, Bernhard, Dahlinger.

Rozhodčí: Gunnar Ausen (NOR)
Švédsko: Brusberg - Akerstedt, Almqvist, K. Jönsson, Larsson, Lindkvist, Moberg, Olsson, Stockenberg, Zachrisson.
Německo: Pankonin - Bernhard, Dahlinger, Giele, Hebel, Käsler, Maychrzak, Podolske, Schütze, Vick.

### O 3. místo
ČSR -  Švýcarsko	24:11 (13:4)
17. ledna 1954 - Göteborg

Branky: Korbel 5, Čermák 5, Trojan 4, König 3, Klemm 2, Spáčil 2, Růža 2, Bačák - Bertschinger 3, Strohmeier 2, Buscher 2, Jenny 2, Baumgartner, Schwarz.
ČSR: Nykl - Klemm, Bačák, Pešl, Spáčil, Trojan, Růža, Korbel, Čermák, König.
Švýcarsko: Masiere - Bubs, Schwarz, Jenny, Riess, Bertschinger, Buschor, Baumgartner, Brianza, Strohmeier.

### O 5. místo
Dánsko -  Francie	23:11 (9:3)
16. ledna 1954 - Växjö
| Poř. | Nejlepší střelec | Branky |
| ---- | ---------------- | ------ |
| 1.   | Otto Maychrzak   | 16     |

## Konečné pořadí
| 2.               | Mistrovství světa 1954 | Z | V | R | P | Skóre | B |
| ---------------- | ---------------------- | - | - | - | - | ----- | - |
| Zlatá medaile    | Švédsko                | 3 | 3 | 0 | 0 | 56:36 | 6 |
| Stříbrná medaile | Německo                | 3 | 2 | 0 | 1 | 61:30 | 4 |
| Bronzová medaile | ČSR                    | 3 | 2 | 0 | 1 | 56:47 | 4 |
| 4.               | Švýcarsko              | 3 | 0 | 1 | 2 | 31:55 | 1 |
| 5.               | Dánsko                 | 3 | 1 | 0 | 2 | 44:45 | 2 |
| 6.               | Francie                | 3 | 0 | 1 | 2 | 26:61 | 1 |

## Kvalifikace
Listopad a prosinec 1953
| Československo | - | Maďarsko  | 13:8 (9:3) |
| Německo        | - | Finsko    | 21:10      |
| Norsko         | - | Dánsko    | 11:26      |
| Švýcarsko      | - | Rakousko  | 15:11      |
| Francie        | - | Španělsko | 23:11      |

- ČSR, Německo, Dánsko, Švýcarsko a Francie postoupili na mistrovství světa.